# タラポルフィン
タラポルフィン（Talaporfin）またはアスパラギン酸クロリンe6（mono-L-aspartyl chlorin e6、NPe6）は、光線力学療法に用いられる第2世代の光増感剤である。第1世代のポルフィマーに較べて排泄速度が早く、光線過敏反応の消失が早い。ポルフィリンが一部還元されたクロリンの誘導体である。
664-667nmの波長に調整されたレーザーで得られる赤色光を吸収する。
日本で2004年に承認された。

## 効能・効果
- 外科的切除等の他の根治的治療が不可能な場合、あるいは、肺機能温存が必要な患者に他の治療法が使用できない場合で、かつ、内視鏡的に病巣全容が観察出来、レーザ光照射が可能な早期肺癌（病期0期又はI期肺癌）
- 原発性悪性脳腫瘍（腫瘍摘出手術を施行する場合に限る）
- 化学放射線療法または放射線療法後の局所遺残再発食道癌

## 禁忌
- 肺癌

腫瘍が気管支軟骨層より外側に浸潤している患者
太い気管の広範な病巣又は気管狭窄を来している患者
亜区域支より末梢側に腫瘍のある患者
- 食道癌

化学放射線療法又は放射線療法前のCT検査で腫瘍が大動脈に浸潤している（Aorta T4）と診断された患者

## 副作用
重大な副作用は呼吸困難※（2.0％）と肝機能障害（32.4％）である。
※気管支照射後の肉芽形成に因る
主な副作用は、
- 肺癌：喀痰増加、血痰、咳、咽頭痛、発熱、肝機能異常等
- 脳腫瘍：肝機能異常
- 食道癌：CRP上昇、食道痛、発熱、肝機能異常、リンパ球減少、好中球増多等

である。

## 注意事項
光線過敏症を防ぐ為、投与後2週間は、直射日光を避け、遮光カーテン等を用いて照度500ルクス以下※に調整した室内で過ごす必要がある。投与後3日間はサングラスを必要とする。
※保健医療施設の照度は、病室75〜150ルクス、食堂200〜500ルクス、一般検査室・診察室・薬局300〜750ルクス、手術室750〜1500ルクス（日本工業規格照明基準総則：JIS Z 9110）
投与2週間経過後に指、手掌背部を直射日光で5分間曝露させたとき、紅斑、水疱等の光線過敏反応を示した場合には、さらに2週間直射日光を避け、異常が見られなくなるまで繰り返す。

## 参考資料
1. ↑  “日本光線力学学会事務局”. square.umin.ac.jp. 2021年5月22日閲覧。
2. 1 2  “悪性脳腫瘍に対する光線力学的治療について｜研究｜学会・研究 | 東京医科大学 脳神経外科”. team.tokyo-med.ac.jp. 2021年5月22日閲覧。
3. ↑  “Photodynamic therapy (PDT) for lung cancers”. Journal of Thoracic Oncology 1 (5):  489–93. (June 2006). doi:10.1016/S1556-0864(15)31616-6. PMID 17409904.
4. ↑  “Photodynamic therapy using Laserphyrin for centrally located early stage lung cancer.”. Journal of Clinical Oncology 24 (18 suppl):  7229. (June 2006). doi:10.1200/jco.2006.24.18_suppl.7229.
5. ↑  “注射用レザフィリン100mg 添付文書”. www.info.pmda.go.jp.   PMDA. 2021年5月22日閲覧。